# Norrans popfest
Norrans popfest var en musiktävling för lovande band i Skellefteregionen, arrangerad på Rotundan i Skelleftehamn av tidningen Norra Västerbotten, Musikfabriken i Skellefteå och skivbolaget A West Side Fabrication. Förstapris var en demoinspelning. Norrans popfest pågick från 1995 till 2002 och är mest känd för att ha inneburit startskottet för Sahara Hotnights.

## Vinnare i Norrans popfest
- 1995 The All Janet
- 1996 Sahara Hotnights[2][1]
- 1997 Jupither
- 1998 Darcy
- 1999 Gypsy Sons of Magic[3]
- 2000 Inside
- 2001 Tina Stenberg[4]
- 2002 Brown Orange